# Engelbrecht József
Engelbrecht József, (Esztergom, 1951. augusztus 21. –) labdarúgó, hátvéd, közéleti személyiség.

## Pályafutása
Szülővárosában lett igazolt labdarúgó, majd 20 évesen igazolt Dorogra, az NB I/B-ben szereplő csapathoz 1974-ben. 1976-ban ezüstérmet nyertek, egyben feljutottak az első osztályba. 34 NB I-es mérkőzésen lépett pályára. Tagja volt az Újpesti Dózsát legyőző csapatnak is, ahol a dorogi vereség miatt a Vasas SC lehetett a bajnok. Szintén szerepelt a dorogiak legtöbb kupa-mérkőzésén az MNK-ban, ahol negyeddöntőben küzdöttek 1977-ben. Ugyan ebben az évadban kiestek az NB I-ből. További négy évadot játszott még Dorogon, amikor 1981-ben elköszönt a bányász városiaktól. A labdarúgás mellett folytatta felső fokú tanulmányait és idővel több szakon is szerzett diplomát. Előbb Miskolcon végzett a Nehézipari Műszaki Egyetemen okleveles gépészmérnökként 1979-ben, majd a Budapesti Műszaki Egyetem építőmérnöki kar következett 1984-ben. A Budapesti Közgazdaságtudományi és Államigazgatási Egyetemen okleveles ingatlangazdálkodó diplomát szerzett 2000-ben. Mélyépítési és Ingatlanértékesítés szakterületeken dolgozott. Irodái voltak Dorogon és Esztergomban, később pedig Leányfalun. Jelenleg a Magyar Igazságügyi Szakértői Kamara vezető beosztású szakértője.

## Sport sikerei
- Másodosztályban ezüstérmes – 1976
- NB I-be jutás – 1976

## Érdekesség
Az 1977. június elsején lejátszott NB I-es bajnoki mérkőzésen testvérével, Engelbrecht Zoltánnal ellenfélként küzdöttek meg Dunaújvárosban, a Dunaújvárosi Kohász – Dorog 2-0-s találkozón. Néhány évvel később Dorogon csapattársak lettek.